# Geofyzikální ústav Akademie věd České republiky
Geofyzikální ústav AV ČR, v. v. i. (původně Státní ústav pro geofysiku), je veřejná výzkumná instituce, která se zabývá zejména studiem fyziky Země. Je součástí Akademie věd České republiky.

## Zaměření
Geofyzikální ústav se skládá ze čtyř vědeckých oddělení: tři pokrývají základní geofyzikální disciplíny – seismologii, geomagnetismus a geoelektřinu, tepelný tok; čtvrté oddělení (geodynamiky) je zaměřeno mezioborově, věnuje se integraci geofyzikálních a geologických metod a z klasických geofyzikálních metod zahrnuje gravimetrii. Činnost ústavu je zaměřena především na geofyzikální a interdisciplinární výzkum procesů v zemské kůře a litosféře, v hlubších partiích naší planety včetně jejího jádra, na povrchu Země i terestrických planet. K tomu využívá jak interpretaci geofyzikálních měření, tak laboratorní měření fyzikálních vlastností hornin, teoretické a numerické modelování geofyzikálních polí a řadu dalších metod. Ústav rovněž zajišťuje observatorní a terénní měření v rámci nepřetržitého monitorování geofyzikálních polí na území České republiky a přilehlých oblastí střední Evropy a spolupráci a výměnu dat s regionálními a mezinárodními datovými centry. Pracovníci ústavu se účastní výzkumných i organizačních aktivit mezinárodních asociací (např. IASPEI – asociace pro seismologii, IAVCEI – asociace pro vulkanologii, IAGA – asociace pro geomagnetismus), sdružených do Unie pro geodézii a geofyziku (IUGG).

### Oddělení
- Geomagnetiky
- Geotermiky
- Geodynamiky
- Seismiky

## Historie
Geofyzikální ústav Akademie věd České republiky navazuje na Státní ústav pro geofysiku, který vznikl na sklonku roce 1920. Vytvoření ústavu inicioval v počátcích existence České republiky profesor Přírodovědecké fakulty UK v Praze Václav Láska, geofyzik mezinárodního renomé a jeden ze zakladatelů moderní seismologie. Hlavní výzkumné aktivity ústavu spočívaly v pravidelných měřeních magnetického pole Země a interpretaci gravitačních, seismických, geomagnetických a geoelektrických geofyzikálních polí. Ústav se dále podílel na systematickém geofyzikálním mapování státního území. K významným počinům prvních let existence ústavu patřilo v roce 1924 zprovoznění Wiechertova seismografu na seismické stanici Univerzity Karlovy v Praze na Karlově, což umožnilo její začlenění do tehdy vznikající světové sítě seismických stanic. Ústav se podílel na budování, případně modernizaci geofyzikálních observatoří v Chebu, Průhonicích, Příbrami, Staré Ďule, na Skalnatém plese a v Užhorodě. Většina těchto observatoří je v provozu dodnes.
V průběhu 2. světové války a v letech po únorovém převratu roce 1948 prošel ústav několika peripetiemi, během nichž byl podřízen jiným výzkumným institucím, jeho funkci to však zásadním způsobem neovlivnilo. Z dnešního pohledu bylo zásadní až začlenění ústavu jako samostatné výzkumné instituce do struktury Československé akademie věd, vytvořené po sovětském vzoru v roce 1952. Geofyzikální ústav Československé akademie věd byl oficiálně založen 1. ledna 1953 jako instituce základního geofyzikálního výzkumu. Někteří ze zaměstnanců Státního ústavu geofysikálního však zvolili univerzitní kariéru a založili pro ústav do budoucna zásadní partnerská univerzitní pracoviště – R. Běhounek katedru užité geofyziky Přírodovědecké fakulty UK a A. Zátopek postupně katedru geofyziky na Matematicko-fyzikální fakultě UK. Další významná československá pracoviště geofyzikálního výzkumu vznikají v padesátých letech také mimo Prahu. V r. 1953 byl v Bratislavě založen Geofyzikálny ústav Slovenskej akadémie vied, který se soustředil na geofyzikální studie slovenské části západních Karpat. V r. 1959 vznikl v Brně Ústav užité geofyziky, později přeměněný na státní podnik Geofyzika (Geofyzika Brno, n. p.), zaměřený na geofyzikální průzkum ložisek nerostných surovin a naftovou prospekci.
V roce 1956 se ústav významnou měrou podílel na vzniku mezinárodního časopisu Studia Geophysica et Geodaetica, který vychází dodnes a v současnosti je distribuován vydavatelstvím Axel Springer. Po celou dobu existence časopisu zajišťuje Geofyzikální ústav koordinaci redakční rady, redakci a tisk. Ústav postupně vybudoval několik dalších observatoří, které jsou dodnes v provozu – mj. seismickou stanici Kašperské Hory (1960), geomagnetickou observatoř Budkov (1967) či západočeskou síť seismických stanic WEBNET. Kromě standardních výstupů vědecké a observatorní činnosti se vědečtí pracovníci Geofyzikálního ústavu podíleli na vydání tří ve své době pro českou geofyziku významných monografií – Geodynamic investigations in Czechoslovakia (ed. J. Vaněk, Veda, Bratislava, 1979), Geophysical synthesis in Czechoslovakia (ed. A. Zátopek, Veda, Bratislava, 1981) a Crustal structure of the Bohemian Massif and the Western Carpatihians (ed. V. Bucha a M. Blížkovský, Academia, Praha, 1994). K počinům vědeckých pracovníků ústavu, které významně ovlivnily rozvoj příslušných geofyzikálních disciplín ve světě, patřilo mj. vytvoření katalogu evropských zemětřesení, vývoj širokopásmové registrace seismického signálu, standardizace určování magnituda zemětřesení, vytvoření mapy zemského tepelného toku Evropy, rozvoj paprskových metod v seismologii a výzkum anizotropie hornin.

### Ředitelé
- prof. Václav Láska (1920–1933)
- prof. Bedřich Šalamon (1933–1952)
- RNDr. Jan Bouška, DrSc. (1957–1960)
- Ing. Miloš Pick, DrSc. (1960–1969)
- akademik Václav Bucha (1969–1990)
- RNDr. Vladimír Čermák, DrSc. (1990–1998)
- RNDr. Aleš Špičák, CSc. (1998–2007)
- RNDr. Pavel Hejda, CSc. (2007–2017)
- RNDr. Aleš Špičák, CSc. (od 2017–)[3]